# 番匠谷紗衣
番匠谷 紗衣（ばんじょうや さえ、1999年1月4日 - ）は日本の女性シンガーソングライター。大阪府出身。東京を中心に活動する。

## 来歴・人物
- 中学2年生の頃に路上ライブを始めその後ライブハウスでの活動も始める。
- 2014年4月6日 「泉の森さくらフェスタ2014」ゲスト出演。
- 2015年12月 梅田AKASOにて第1回ワンマンライブを開催、約200名を動員。
- 2016年5月 初東京60名限定ワンマンライブ3日でソールドアウト。
- 2016年12月 難波Artyardにて初の女性限定ワンマンライブを行う。
- 2017年3月27日 BIGCATワンマンライブ座り330名ソールドアウト[1]。この日から初のミニアルバム「どんな今も」発売開始。
- 2018年 渋谷マウントレーニアでのワンマンライブを成功させる。
- 2018年12月5日 ユニバーサルミュージックからメジャーデビュー[2]。
- 2020年10月30日 動画配信において所属事務所を離れて独立することを発表。独自の事務所の名前は Fill RECORDS とする[3]。
- 2022年2月11日 泉佐野市立文化会館（エブノ泉の森ホール）にて、「番匠谷紗衣 Banjoya Sae - MY HOME TOWN -」ワンマンライブ。
- 2022年2月29日 泉佐野市PR大使就任
- 2022年10月29日 りんくう野外文化音楽堂にて音楽と福祉を融合させたフェス「Fill RECO FES 2022」を開催[4]。
- 2023年3月2日 泉佐野市立文化会館（エブノ泉の森ホール）屋外ステージにて、泉の森さくらフェスタ2023で総合司会兼歌唱を務める
- 2024年3月7日 泉佐野市立文化会館（エブノ泉の森ホール）屋外ステージにて、泉の森さくらフェスタ2024で総合司会兼歌唱を2年連続で務める

## ディスコグラフィー

### シングル
| 発売日        | タイトル     | 形態                 | 規格品番   |
| ------------- | ------------ | -------------------- | ---------- |
| 2018年12月5日 | ここにある光 | CD（通常盤）         | TYCT-30083 |
| 2018年12月5日 | ここにある光 | CD+DVD（初回限定盤） | TYCT-39103 |
| 2019年8月21日 | 自分だけの空 | CD（通常盤）         | TYCT-30091 |
| 2019年8月21日 | 自分だけの空 | CD+DVD（初回限定盤） | TYCT-39110 |

### アルバム
| リリース日    | タイトル    | レーベル     |
| ------------- | ----------- | ------------ |
| 2024年3月13日 | light house | Fill RECORDS |

### 配信シングル
| 発売日         | タイトル   | レーベル     |
| -------------- | ---------- | ------------ |
| 2021年2月24日  | glow       | Fill RECORDS |
| 2021年11月2日  | 大切な人   | Fill RECORDS |
| 2023年8月27日  | 夏の通り雨 | Fill RECORDS |
| 2023年10月25日 | honey      | Fill RECORDS |

### ミニアルバム
| 発売日        | タイトル         | 規格品番  |
| ------------- | ---------------- | --------- |
| 2017年3月27日 | どんな今も       |           |
| 2018年10月3日 | 未完全でも       | POCS-1737 |
| 2021年7月28日 | OVER THE RAINBOW | FILL-0021 |

## ライブ

### 主催ライブ・ツアー
| 開催時期        | タイトル                                                                               | ツアー日程等 |
| --------------- | -------------------------------------------------------------------------------------- | --- |
| 2018年12月      | レコ発弾き語り東名阪ツアー「未完全でも」                                               | 全3公演 - 12月6日 大阪 阿倍野ROCKTOWN - 12月7日 愛知 名古屋sunset BLUE - 12月16日 東京 渋谷La.mama |
| 2019年1月4日    | 番匠谷紗衣 20th Birthday Live 「20歳になれたよ！感謝の気持ちBirthday Live -原点回帰-」 | 大阪 umeda TRAD |
| 2019年3月30日   | BIGCAT 20th Anniversary Pre LIVE 2019 "おかえりっ！番匠谷"                             | 大阪 BIGCAT |
| 2019年4月6日    | 番匠谷紗衣&市川周2マンLIVE「Reunion -変わらぬMessage-」                                | 神奈川 横浜O-SITE |
| 2020年1月26日   | 番匠谷紗衣 2020 Fan Event -デビュー1周年&21th birthdayありがとうの日-                  | 大阪 MUSE BOX |
| 2021年4月3日    | 番匠谷紗衣 ワンマンライブ 2021 meet "Fill RECORDS"                                     | 大阪 なんばHatch |
| 2022年8月       | 番匠谷紗衣 アコースティックワンマンライブ "in my room"                                 | 全3公演 - 8月6日 東京 SEED SHIP - 8月27日 京都 SOLE CAFE（2回公演） |
| 2022年10月29日  | Fill RECO FES 2022                                                                     | 大阪 りんくう野外文化音楽堂 |
| 2023年2月       | 番匠谷紗衣 アコースティックワンマンライブ "in my room 2"                               | 全3公演 - 2月5日 東京 SEED SHIP - 2月11日 京都 SOLE CAFE（2回公演） |
| 2023年8月 - 9月 | 番匠谷紗衣 アコースティックワンマンライブ "in my room 3"                               | 全3公演 - 8月12日 東京 SEED SHIP - 9月24日 京都 SOLE CAFE（2回公演） |
| 2024年5月 - 7月 | 番匠谷紗衣 ONEMAN LIVE TOUR 2024 light house                                           | 全8公演 - 5月4日 大阪 泉佐野 くらふとや - 5月19日 福岡 SALT - 6月9日 鹿児島 蒲生ふるさと交流館 - 6月15日 長野 ウッディーナナ - 6月16日 栃木 fudan cafe - 6月30日 愛知 名古屋 OFF THE RECORD - 7月6日 東京 ARK HILLS CAFE - 7月15日 大阪 umeda TRAD |

## 出演

### テレビ
- 関ジャニの仕分け∞（テレビ朝日）
- musicるTV（テレビ朝日）
- THEカラオケ☆バトル（テレビ東京）
- PLAYLIST（2018年12月18日 TBS）
- 有田哲平の夢なら醒めないで（2019年3月12日 TBS） - ネクストブレイク！シンガーソングライターSP
- + music（2020年2月17日 MBS）

### ラジオ
- Music Bit（2018年10月3日 FM OH!）
- Double-E（2018年10月12日 FM OH!） メッセージ
- 庄司悟のカウントダウン魂（2018年10月12日 広島FM） 公開生放送
- SOUND GENIC（2018年12月17日 Date fm）
- Interviews On！（Kiss FM KOBE）

### 新聞
- 中日スポーツ（2018年10月2日）

### イベント
- ユニバーサルシティウォーク・Song Whiz Fantasy
- 弁天町 ORC200・歌姫ライヴ
- MINAMI WHEEL 2016
- SSW16
- eo Music Try 2016
- MINAMI WHEEL 2018
- HIROSHIMA MUSIC STADIUM-ハルバン’19-
- 城天
- HUG ROCK FESTIVAL 2019 GW
- The NAMM Show 2020
- みきなつみ「会いにいくから会いにきて！ ～ 対バンツアー2020 ～」（2020年4月4日）
- トアロード・アコースティック・フェスティバル2020（2020年4月12日）

### カラオケ
- JOYSOUNDにてコメント紹介

## タイアップ曲
| 起用年 | 曲名                                                  | タイアップ先                                                 |
| ------ | ----------------------------------------------------- | ------------------------------------------------------------ |
| 2017年 | 前を向いて                                            | AbemaTV『マリキュラム－出会って1か月で結婚する方法－』主題歌 |
| 2018年 | ここにある光                                          | テレビ朝日系ドラマ『科捜研の女』season18主題歌               |
| 2018年 | Beautiful Dreamer（スティーブン・フォスターカバー曲） | dynabook.com Web広告ソング                                   |
| 2019年 | 自分だけの空                                          | ABCテレビ ドラマ『ランウェイ24』エンディングテーマ           |